# Be Cool/ビー・クール
『Be Cool/ビー・クール』（原題: Be Cool）は、2005年に公開されたアメリカ合衆国の映画。原作はエルモア・レナードが1990年に出した小説『ゲット・ショーティ』の続編。1999年に出版されたこの小説は、ギャングであるチリ・パーマーが映画業界に入っていくという内容になっている。
この作品の映画化は2003年から始まり、監督はF・ゲイリー・グレイ、『ゲット・ショーティ』の劇場版でプロデュース・出演を行ったダニー・デヴィートがプロデュースを行った。また、主演は『ゲット・ショーティ』に出演したジョン・トラヴォルタ。
2005年に公開された際、この映画は不評だった。2005年7月にビデオとDVDがリリースされた。

## キャスト
| 役名               | 俳優                             | 日本語吹替   |
| ------------------ | -------------------------------- | ------------ |
| チリ・パルマー     | ジョン・トラヴォルタ             | 井上和彦     |
| イーディ           | ユマ・サーマン                   | 唐沢潤       |
| ラジ               | ヴィンス・ヴォーン               | 咲野俊介     |
| シン・ラサール     | セドリック・ジ・エンターテイナー | 後藤哲夫     |
| ダブ               | アンドレ・ベンジャミン           |              |
| ジョセフ           | ロバート・パストレリ             |              |
| リンダ・ムーン     | クリスティーナ・ミリアン         | 水町レイコ   |
| ヘイマン・ゴードン | ポール・アデルスタイン           |              |
| マーラ             | デビ・メイザー                   | 田村聖子     |
| エリオット         | ザ・ロック                       | 高瀬右光     |
| ダリル             | グレゴリー・アラン・ウィリアムズ | 藤本たかひろ |
| ニック・カー       | ハーヴェイ・カイテル             | 水内清光     |
| マーティン         | ダニー・デヴィート               | 水内清光     |
| プロデューサー     | セス・グリーン                   |              |
| トミー             | ジェームズ・ウッズ               | 後藤哲夫     |
| ローマン           | アレックス・キュービック         |              |
| イヴァン           | ジョージ・フィッシャー           |              |

- その他の日本語吹き替え：野中秀哲 / 白山修 / 福原耕平 / 関貴昭 / 原奈津季 / 武田華

### カメオ出演
- エアロスミス（スティーヴン・タイラー（日本語吹替え: 宝亀克寿）、ジョー・ペリー、トム・ハミルトン、ブラッド・ウィットフォード、ジョーイ・ クレイマー）
- ワイクリフ・ジョン
- ブラック・アイド・ピーズ
- セルジオ・メンデス
- ジーン・シモンズ
- フレッド・ダースト
- アンナ・ニコル・スミス
- デラ・リーズ